# Torrão (Alcácer do Sal)
Torrão és una freguesia portuguesa del municipi d'Alcácer do Sal, al districte de Setúbal. Situada pràcticament en la unió dels districtes de Setúbal, Évora i Beja, és la sisena freguesia més gran de Portugal, en relació amb àrea.
La freguesia, amb 372,39 km² d'àrea i 2.295 habitants (dades provisionals del cens del 2011), arriba a una densitat de població de 6,2/km².
La vila de Torrão, seu de la freguesia, va tenir fur manuelí el 20 de desembre del 1512, i estava constituïda, al 1801, per les freguesies de Torrão, Odivelas i Santa Margarida do Sado; aquest municipi tenia 2.413 habitants i pertanyia a la comarca de Setúbal.
Durant el segle xix, aquest municipi estava dins del municipi d'Alvito, al districte de Beja, amb l'excepció de Santa Margarida do Sado, que era al municipi de Ferreira do Alentejo. Al 1871, però, la freguesia de Torrão passa al municipi d'Alcácer do Sal, que forma part del districte de Lisboa fins a la creació del districte de Setúbal. Poc després, al 1936, la freguesia de Sâo Romão do Sado seria incorporada a la de Torrão.
La vila del Torrão és junt al riu Xarrama, que passa junt a la vila i ompli la presa Engenheiro Trigo de Morais (antiga presa de Vale do Gaio) i desaigua al riu Sado, que travessa la part sud-oest de la freguesia.

## Geografia

### Situació
Torrão és una de les sis freguesies d'Alcácer do Sal, al sud-est d'aquest municipi de la zona sud del districte de Setúbal. La vila seu d'aquesta freguesia dista, en línia recta, 26,542 km de la seu del municipi.
Fa temps formava part de l'antiga província del Baix Alentejo; com que pertany al municipi d'Alcácer do Sal, Torrão forma part de la regió de l'Alentejo, més concretament a l'Alentejo Litoral, tot i que no arribar a tocar l'oceà Atlàntic.
Als límits de la freguesia de Torrão, s'uneixen els districtes de Setúbal, Évora i Beja i de les regions Alentejo Litoral, Alentejo Central i Baix Alentejo.
Torrão és delimitat pels municipis de Viana do Alentejo, al nord-est, del districte d'Évora; per Alvito, a l'est, i Ferreira do Alentejo, al sud, pel districte de Beja i per Grândola, al sud i al oestel districte de Setúbal.
Al 1849, desagregat el municipi de Torrâo, la freguesia de Torrão (1.817 habitants) passa a integrar, juntament amb les d'Odivelas, Alvito i Vila Nova da Baronia, el municipi d'Alvito, al districte de Beja, a la província de l'Alentejo.
El 2012, Torrão era la tercera freguesia més gran de Portugal, amb 37.238,8 hectàrees. Només era superada en termes d'àrea per la també salaciense Santa Maria do Castelo, amb 435,31 km² i per l'albicastrense Penamacor, amb 373,50 km², i és davant dels 363,90 km² de la també sadina Grândola.

## Demografia
El 1801, Torrão tenia 1.686 habitants en els seus límits i, juntament amb les freguesies d'Odivelas i Santa Margarida do Sado, componia el municipi de Torrão, de 2.413 habitants. Aquest municipi pertanyia a la comarca de Setúbal, a la província d'Estremadura.

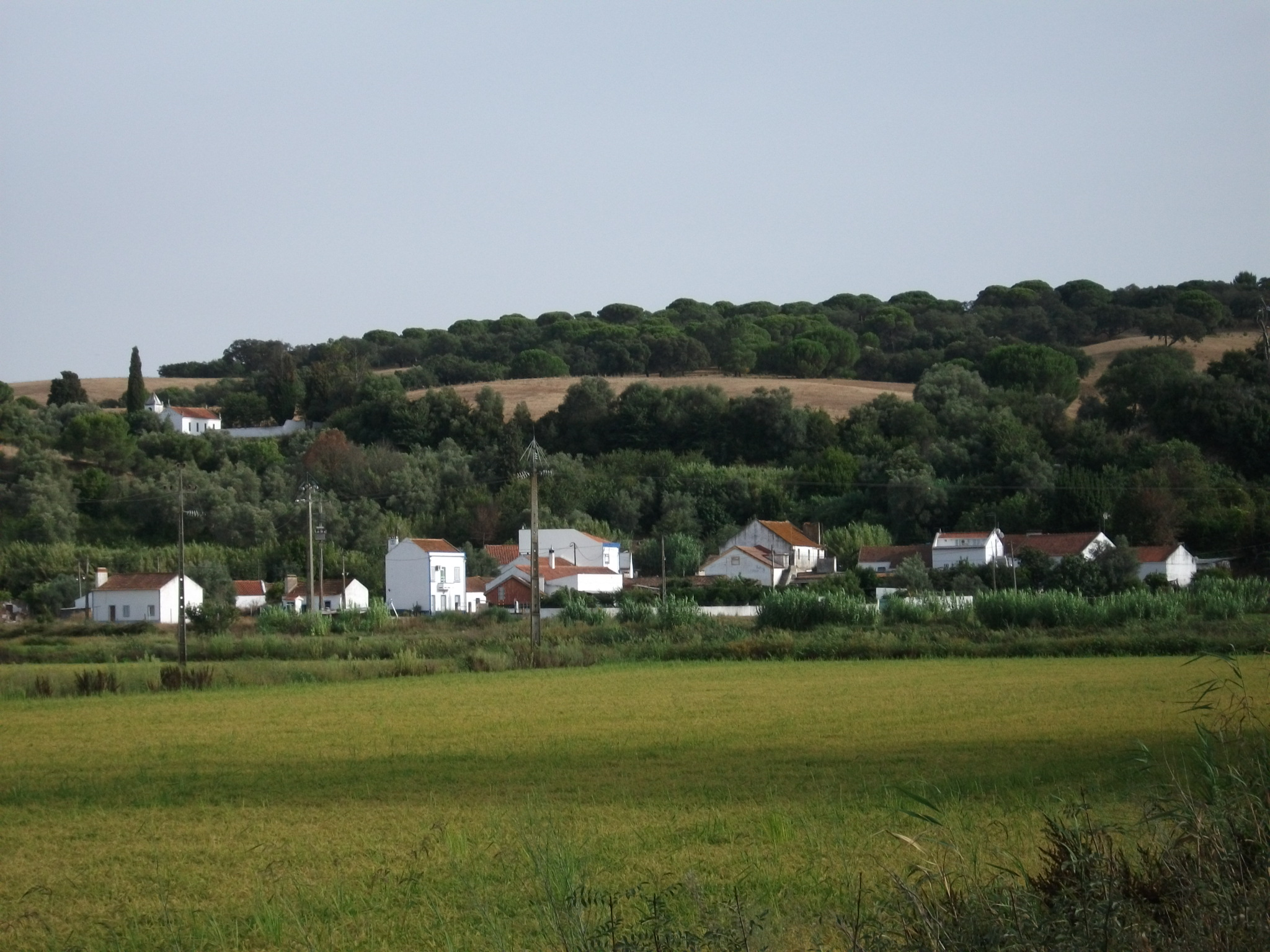
Llogaret de Sâo Romão do Sado vist des del nord

El 1940, la freguesia de Torrão tenia 4.489 habitants, distribuïts per localitats com ara Couvelo a la carretera de Barras, Herdade do Montinho Negro, Herdade da Pena, Herdade de Soberanas de Baixo, Monte do Outeiro, Monte da Serra, Nossa Senhora do Bom Sucesso, Sâo Soeiro, Soberanas de Pinheiro, Torrão, Vale Bom, Vale de Médico i Vale de Paraíso de Baixo, entre d'altres.
A l'any 1970, el cens de la freguesia de Torrão identifica la vila de Torrão, amb 2.139 habitants, Aldeia de Rio de Moinhos, amb 290 residents, i Aldeia de Sâo Romão amb 57 habitants.

## Patrimoni

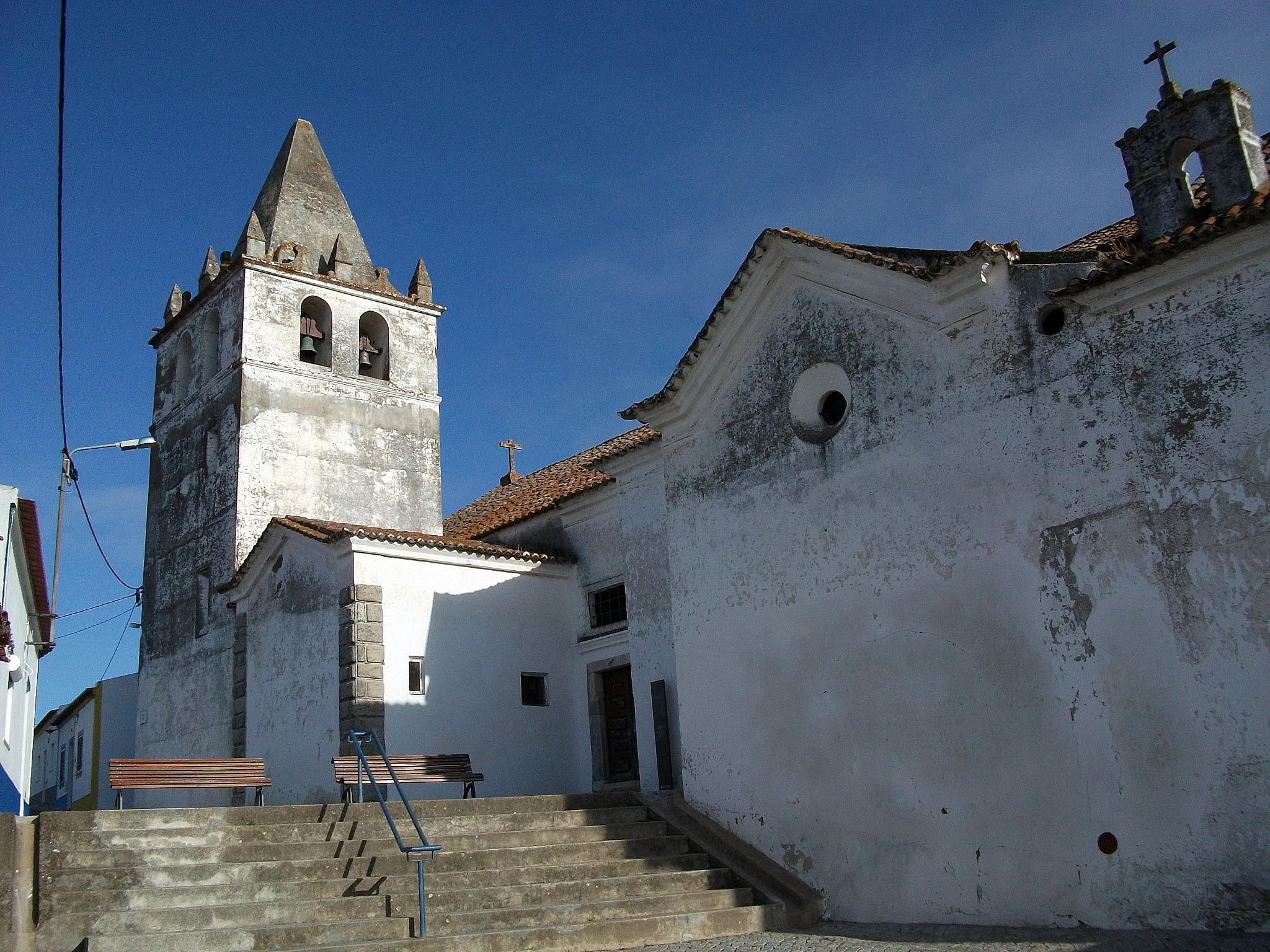
Església de Torrão: part de la façana sud i torre

Dominat per construccions religioses, el patrimoni de Torrão remunta a la prehistòrica edat del coure, amb pas de l'Imperi romà.
- Església de Nossa Senhora d'Albergaria o església da Misericórdia do Torrão.

Hi ha marques de la presència romana en aquests paratges, com la Calçadinha Romana, situada on es construiria el Centre Escolar de Torrão, a més d'un conjunt de tancs, ceràmica, una cisterna i tres esquelets de l'època romana trobats en una àrea de dispersió de prop de 500 m².
En patrimoni classificat per l'IGESPAR, la freguesia de Torrão té cinc béns classificats com d'Interés Públic:
- Església de Nossa Senhora da Assunçâo (IIP). Aquest temple fou classificat com a Immoble d'Interés Públic el 1933.
- Monte da Tumba (SIP) o "Poblat fortificat de Monte da Tumba". És el més antic (edificat entre 2500 i 2000 ae). Després de ser descobert a l'inici dels anys 80, fou classificat com Lloc d'Interés Públic el 2013.
- Església i convent de Sâo Francisco (MIP). El Convent de Sâo Francisco i la respectiva església de Sâo Francisco foren considerats Monument d'Interés Públic el 2012.
- Ermita de Nossa Senhora do Bom Sucesso (MIP). Aquesta ermita, incloent-hi l'antiga casa dels romers, fou classificada Monument d'Interés Públic el 2012. Es troba en un pujol. Va ser fundada el 1758. En destaca la pila baptismal, l'altar Major i l'art sacre al seu interior.
- Ermita de Sâo João dos Azinhais (MIP) o Capella d'Arranas. Tot i trobar-se parcialment en ruïnes, fou classificada Monument d'Interés Públic el 2013. El seu origen remunta, almenys, al segle VII i al domini dels visigots.